# Арен, Сильвен Жюльен Виктор
| Открыл астероидов : 51 | Открыл астероидов : 51 |
| ---------------------- | ---------------------- |
| (1127) Мими            | 13 января 1929         |
| (1171) Руставелия      | 3 октября 1930         |
| (1262) Снядецкия       | 23 марта 1933          |
| (1263) Варшавия        | 23 марта 1933          |
| (1281) Жанна           | 25 августа 1933        |
| (1286) Банахевича      | 25 августа 1933        |
| (1287) Лорция          | 25 августа 1933        |
| (1313) Берна           | 24 августа 1933        |
| (1314) Паула           | 16 сентября 1933       |
| (1315) Бронислава      | 16 сентября 1933       |
| (1348) Мишель          | 23 марта 1933          |
| (1352) Вавель          | 3 февраля 1935         |
| (1563) Ноэль           | 7 марта 1943           |
| (1565) Леметр          | 25 ноября 1948         |
| (1570) Брунония        | 9 октября 1948         |
| (1573) Вяйсяля         | 27 октября 1949        |
| (1576) Фабиола         | 30 сентября 1948       |
| (1579) Эррик           | 30 сентября 1948       |
| (1583) Антилох         | 19 сентября 1950       |
| (1591) Безе            | 31 мая 1951            |
| (1592) Матьё           | 1 июня 1951            |
| (1593) Фанье           | 1 июня 1951            |
| (1613) Смайли          | 16 сентября 1950       |
| (1625) The NORC        | 1 сентября 1953        |
| (1633) Шиме            | 3 марта 1929           |
| (1639) Боуэр           | 12 сентября 1951       |
| (1640) Немо            | 31 августа 1951        |
| (1652) Эрг             | 9 августа 1953         |
| (1683) Кастафьор       | 19 сентября 1950       |
| (1717) Арлон           | 8 января 1954          |
| (1787) Шини            | 19 сентября 1950       |
| (1887) Виртон          | 5 октября 1950         |
| (1916) Бореас          | 1 сентября 1953        |
| (1969) Ален            | 3 февраля 1935         |
| (2084) Окаяма          | 7 февраля 1935         |
| (2109) Дотель          | 13 октября 1950        |
| (2231) Дюрелль         | 21 сентября 1941       |
| (2265) Вербандерт      | 17 февраля 1950        |
| (2277) Моро            | 18 февраля 1950        |
| (2455) Сомвилль        | 5 октября 1950         |
| (2513) Баетсле         | 19 сентября 1950       |
| (2538) Вандерлинден    | 30 октября 1954        |
| (2642) Везалий         | 14 сентября 1961       |
| (2666) Грамм           | 8 октября 1951         |
| (2689) Брюссель        | 3 февраля 1935         |
| (2866) Харди           | 7 октября 1961         |
| (2973) Паола           | 10 января 1951         |
| (3228) Пир             | 8 февраля 1935         |
| (3346) Герла           | 27 сентября 1951       |
| (3755) Лекуант         | 19 сентября 1950       |
| (3920) Обиньян         | 28 ноября 1948         |

Сильве́н Жюлье́н Викто́р Аре́н (фр. Sylvain Julien Victor Arend) (6 августа 1902 — 18 февраля 1992) — бельгийский астроном, первооткрыватель комет и астероидов. Родился в коммуне Мекс-деван-Виртон в Люксембурге, Бельгия и работал в королевской обсерватории Бельгии в Уккеле.
Он учился в свободном университете Брюсселя (Брюссельский свободный университет), в котором получил докторскую степень по физике и математике. Начал работать в Королевской обсерватории Бельгии в 1928 году, где он долгое время был заведующим факультета астрометрии и механики. С 1967 года начал всерьёз заниматься астрометрией и астрофотографией.
В 1952 году им была обнаружена новая звезда Nova Cygni 1952 в созвездии Щита, а позднее в 1956 году вместе с Жоржем Роланом он открыл яркую комету C/1956 R1 (Аренда — Ролана). На его счёту также находится ещё несколько открытых переменных звёзд, две периодических кометы комета Арена и комета Арена — Риго, а также 51 открытый астероид. Среди этих астероидов был астероид из группы Амура ((1916) Бореас) и один троянский астероид ((1583) Антилох). Он также работал совместно с обсерваториями США в области исследования двойных звёзд.
В знак признания его заслуг одному из астероидов было присвоено его имя — (1502) Арена. Астероид (1281) Джейн Арен назвал в честь своей дочери.